# الرياض (ناحية)
الرياض ناحية عراقية في شمال العراق في قضاء الحويجة. اُستحدثت الناحية يوم 29 حزيران سنة 1961، ومركزها مقاطعة 5 الخسيفي والحجل، يبلغ عدد سكانها 66089 نسمة وفقاً لتعداد سنة 2019، وفي ناحية الرياض 8 مراكز صحية.